# Finnkroken
Finnkroken est une localité du comté de Troms, en Norvège.

## Géographie
Administrativement, Finnkroken fait partie de la kommune de Karlsøy.